# النخيرجان
نخيرجان، ناخورجان أو ناخيرجان (في المصادر العربية باسم النخيرجان) كان قائدًا عسكريًا إيرانيًا خلال العصر الساساني.

## سيرته
بعد مقتل النعمان بن المنذر، عيَّن كسرى الثاني إياس بن قبيصة الطائي واليًا على الحيرة وجميع المحافظات التي كانت تحت سيطرة النعمان. حكم إياس ما يقارب تسع سنوات تحت إشراف الناخيرجان.
كما ورد اسم النخيرجان أثناء الفتح الإسلامي لفارس. شارك في معركة القادسية وبعد الهزيمة في المعركة اجتمع مع مهران الرازي والهرمزان والفيرزان وغيرهم من الناجين في بابل وحاولوا طرد جيش المسلمين لكنهم فشلوا مرة أخرى. بعد هذه الهزيمة بقي مهران والناخيرجان في أشورستان وهرب الهرمزان والفيرزان.
وبعد إقامة قصيرة في منطقة وه أردشير، دمروا الجسر الواقع على الجزء الشرقي من نهر دجلة. ثم أقام الناخيرجان ومهران لفترة وجيزة في كوثى، حيث عيَّنوا فلاحًا يُدعى شهريار قائدًا للحامية. ثم توجه ضابطا الجيش الساساني إلى العاصمة طيسفون التي كانت تتعرض لهجوم من المسلمين. ومع ذلك، فإن إقامتهم هناك كانت قصيرة الأجل. وبعد مرور بعض الوقت، أعادوا تجميع صفوفهم مع ضباط ساسانيين آخرين وقاتلوا المسلمين في معركة جلولاء. ومع ذلك، هُزم الجيش الساساني مرة أخرى وقُتل الناخيرجان أخيرًا.